# Murad Hüseynov
Murad Hüseynov (ur. 25 stycznia 1989 w Machaczkale) – azerski piłkarz rosyjskiego pochodzenia, grający na pozycji napastnika, reprezentant Azerbejdżanu. W reprezentacji Azerbejdżanu zadebiutował w 2011 roku. Rozegrał w niej 5 meczów, w których zdobył jedną bramkę.